# Burgstall Ulfa
Der Burgstall Ulfa, auch Alte Burg genannt, bezeichnet eine abgegangene mittelalterliche Burg im Flurbereich „Alte Burg“ östlich des Ortskerns von Ulfa, einem Ortsteil der Stadt Nidda im Wetteraukreis in Hessen.
Die Burg wurde vermutlich im 11. oder 12. Jahrhundert erbaut. 1129 wurde ein Eckehardus de Horlefe erstmals erwähnt, aber es ist zweifelhaft, dass er Ulfa zuzuordnen ist. Erst im Jahre 1183 erfolgte in einer Urkunde des Klosters Arnsburg die erste Erwähnung des eindeutig dem Dorf Ulfa zuzuordnenden „Guntram de Olpho“. Im 13. Jahrhundert mehrfach als Zeugen in Urkunden erwähnt, starben die  Herren von Ulfa wohl mit seinem Enkel Guntram (III.) von Olphe bereits um 1306 aus. Die Burg fiel im Erbgang an die Schenck zu Schweinsberg, verfiel jedoch in der Folge. 
Von der nach 1306 verfallenen kleinen mit Wall und Graben gesicherten und wahrscheinlich hölzernen Burganlage ist nichts erhalten. 1922 wurden Gräben der völlig verfallenen Burg ermittelt.